# Хуан Бургеньо
Хуан Бургеньо (на испански: Juan Burgueño) е уругвайски футболист, нападател.

## Кариера
Започва кариерата си в Данубио, след което играе в аржентинския Атланта (Буенос Айрес). През 1946 г. участва в купата Рио Бранко в националния отбор на Уругвай. От 1948 г. и през следващите 8 сезона е отново в Данубио. Там той е един от лидерите, заедно с Карлос Ромеро.
Само за 8 сезона той има над 200 мача за Данубио. През 1954 г. помага за спечелването на сребърните медали в уругвайското първенство. През 1955 г. участва с клуба на турне в Централна Америка и Мексико.
През 1946-1947 г. играе 3 мача за Уругвай. Световен шампион от 1950 г., когато не играе, но става шампион.

## Отличия

### Международни
Уругвай
- Световно първенство по футбол: 1950